# Pacific Equity Partners
Pacific Equity Partners (PEP) es una empresa australiana de capital inversión que se centra en la llamada compra apalancada y crecimiento transacciones capitales principalmente en Australia y Nueva Zelanda. PEP invierte a través de una amplia gama de productos en empresas e industrias de crecimiento sostenido y tiene sede en Sídney (Australia).

## Historia
Pacific Equity Partners fue fundada en 1998 por Simon Pillar, Rickard Gardell, Paul McCullagh y Tim Sims. La mayoría de los fundadores de la empresa trabajaron originariamente en la firma de consultoría Bain & Company.
La empresa ha acumulado, aproximadamente, AUD 5.800 millones de dólares australianos de capital bajo administración y era una de las50 empresas de capital inversión más grandes del su región.

## Inversiones
El 11 de septiembre de 2015, PEP adquirió la compañía de salud neozelandesa Manuka Health por un importe aproximado de $110 millones (NZD). Algunas de las inversiones más importantes de la compañía son: Hoyts (vendida a Wanda Cinemas en 2015), REDgroup Retail (Angus & Robertson, Whitcoulls, Borders Group, desaparecida en 2011), Independent Liquor (vendida a Asahi Breweries en 2011), Godfreys, Griffin's Foods (adquirida por Danone en 2006 y vendida a Universal Robina en 2014), Frucor (vendido a Suntory en 2008), Peters Ice Cream (vendida a R&R Ice Cream en 2014) y Tegel Foods (adquirida en 2005 por Heinz y vendida a Affinity Equity Partners en 2011). En 2016 adquirió la compañía Patties Foods Ltd por aproximadamente 165 millones de dólares.